# 2004년 4월
| 2004년: 1월 · 2월 · 3월 · 4월 · 5월 · 6월 · 7월 · 8월 · 9월 · 10월 · 11월 · 12월 |

| <          | 2004년 4월  | 2004년 4월 | 2004년 4월 | 2004년 4월    | 2004년 4월 | >          |
| 일         | 월          | 화         | 수         | 목            | 금         | 토         |
|            |             |            |            | 1 윤2.12 경술 | 2 13 신해  | 3 14 임자  |
| 4 15 계축  | 5 16 갑인   | 6 17 을묘  | 7 18 병진  | 8 19 정사     | 9 20 무오  | 10 21 기미 |
| 11 22 경신 | 12 23 신유  | 13 24 임술 | 14 25 계해 | 15 26 갑자    | 16 27 을축 | 17 28 병인 |
| 18 29 정묘 | 19 3.1 무진 | 20 2 기사  | 21 3 경오  | 22 4 신미     | 23 5 임신  | 24 6 계유  |
| 25 7 갑술  | 26 8 을해   | 27 9 병자  | 28 10 정축 | 29 11 무인    | 30 12 기묘 |            |

| - 4월 11일 - 이미경 편집하기 |

## 2004년4월 28일
- 이라크 주둔 미군들이 아부그라이브 교도소에서 이라크인 포로들을 학대하는 모습을 찍은 사진이 미국 CBS방송을 통해 공개되어 파문을 일으키다.

## 2004년4월 24일
- 유엔이 제시한 키프로스 통합안에 대해 그리스계 주민들의 75.83%, 터키계 주민들의 64.9%가 각각 반대했다. 결과적으로 키프로스는 그리스계 정부가 지배하는 남부만이 유럽 연합에 가입하게 되다.
- 콘스탄티노폴리스 총대주교 주교회의에서 한국 정교회를 대교구로 승격시키다.

## 2004년4월 22일
- 룡천 열차폭발 사고: 조선민주주의인민공화국 평안북도 용천에서 가연성 물질을 싣고가던 열차가 폭발하였다. 1300여 명의 사상자를 낸 것으로 추정된다.
- 검찰이 이한동 전 총리 SK 2억수수 혐의를 수사하다.

## 2004년4월 19일
- 김종필이 자유민주연합 총재직을 사퇴하며 정계 은퇴 선언을 하다.

## 2004년4월 15일
- 제17대 국회 의원 선거가 실시되었다. (열린우리당 153석으로 원내 제1당, 한나라당 121석으로 제2당, 민주노동당 10석으로 제3당)

## 2004년4월 9일
- 다르푸르 분쟁 : 정부군과 반란군 사이에 휴전이 성립되다.

## 2004년4월 6일
- 미국 뉴올리언스와 시카고를 오가는 암트랙 소속 열차가 미시시피주에서 탈선하여 65명의 경상자와 2명의 중상자가 발생하다.

## 2004년4월 5일
- 네팔에서 마오쩌둥주의자들이 경찰서를 습격하여 경찰관 9명이 살해당하다.

## 2004년4월 2일
- 장마리 르 펜이 인종 차별과 인권 침해 혐의로 각각 1만 유로의 벌금과 5천 유로의 손해 배상을 판결받다.

## 2004년4월 1일
- 대한민국의 고속철도인 KTX가 개통하다.
- 독일 도르트문트에서 스위스 바젤로 가던 ICE가 탈선하여 3명이 부상당하다.